# 船首斜桅

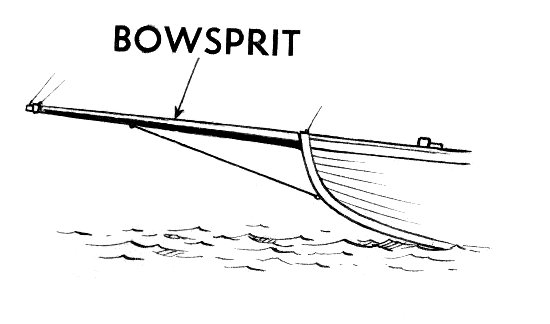
被一个短支柱撐住的船首斜桅

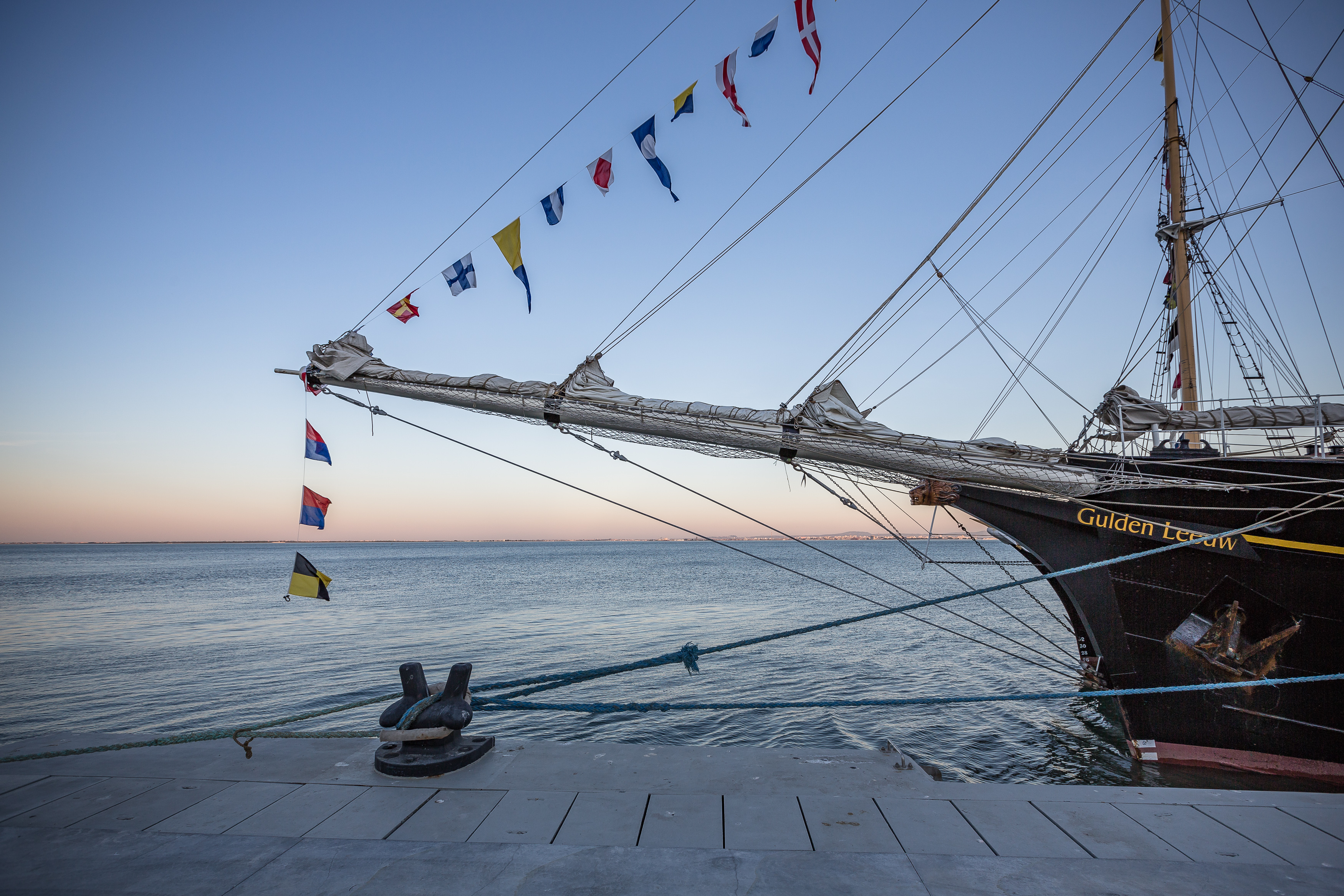
船首斜桅与前桥和短支柱

帆船的船首斜桅(bowspirit)，或稱為艏斜桅，是从船头向前延伸的一根翼樑。船首斜桅通常由抵消来自前桥的力量的短支柱撐住。船首斜桅这个词被认为起源于中低地德语单词bōchsprēt - bōch意思是“弓”，而sprēt意思是“杆”。 
它有时被用来托起船首像。

## 参照
- 维基词典中的词条「bowsprit」